# Lo mein
Il lo mein (撈麵T, 捞面S, lāo miànP, lett. "tagliatelle mescolate") è un piatto cinese con pasta all'uovo. Spesso contiene verdure e qualche tipo di carne o pesce, solitamente manzo, pollo, maiale, gamberetti o wonton. Può essere consumato anche con sole verdure.
Tradizionalmente è una variante secca della zuppa con noodle. La zuppa viene semplicemente separata dai noodle e dagli altri ingredienti e servita come contorno.

## Etimologia
Il termine lo mein deriva dal cantonese lōu mihn (撈麵) che significa "tagliatelle mescolate". L'uso cantonese del carattere 撈, pronunciato lōu e che significa "mescolare", nella sua forma casuale, differisce dal significato tradizionale Han del carattere di "dragare" o "raccogliere fuori dall'acqua" in mandarino, nel qual caso sarebbe essere pronunciato come laau4 o lou4 in cantonese (lāo in mandarino). In mandarino il piatto si chiama lāo miàn. Nel suo paese di origine è fatto di farina sottile e pasta all'uovo che si distinguono per la loro consistenza elastica.

## Varianti
Negli Stati Uniti il lo mein è un popolare cibo da asporto spesso considerato sinonimo di chow mein. Il piatto è diverso sia dal lo mein cantonese che dal chow mein croccante cantonese. Il lo mein cantonese viene mescolato con una salsa poco densa e ingredienti come i wonton o il petto di manzo. Al contrario, i lo mein americani sono solitamente saltati in padella con una salsa a base di salsa di soia e altri condimenti. Verdure come bok choy e cavolo possono essere mescolate e spesso vengono aggiunte carni come arrosto di maiale, manzo o pollo. Vi si possono trovare anche i lo mein di gamberetti, di aragosta e di verdure.
Nella cucina sino-indonesiana, il lo mein è anche chiamato lomi ed è spesso confuso con il croccante chow mein. Il lomi indonesiano è un noodle morbido e relativamente spesso servito con salsa gravy densa e spesso combinato con frutti di mare.